# Digitothyrea
Digitothyrea — рід грибів родини Lichinaceae. Назва вперше опублікована 1992 року.

## Класифікація
До роду Digitothyrea відносять 3 види:
- Digitothyrea divergens
- Digitothyrea polyglossa
- Digitothyrea rotundata